# علم اليابان
العلم الوطني لليابان هو راية بيضاء مستطيلة مع قرص أحمر كبير يمثل الشمس في المنتصف. يعرف العلم رسميًا باسم «نيشُّوكي» (日章旗) الذي يعني باليابانية الشمس المشرقة، لكنه يعرف شعبيًا باسم «هينومارو» (日の丸) والتي تعني «العلم الياباني».
تم اعتماد هذا العلم كعلم وطني بموجب القانون المتعلق بالعلم الوطني والنشيد الوطني، الذي صدر وأصبح نافذًا في 13 أغسطس 1999. وعلى الرغم من عدم وجود أي تشريع حدد في وقت سابق العلم الوطني، فقد اعتبر علم هينومارو العلم الوطني لليابان بحكم الواقع. وفي عام 1870، أصدرت الهيئة الحكومية في بداية عصر مييجي مرسومين يؤكد كل منهما استخدام هينومارو كعلم وطني لليابان. ففي 27 فبراير 1870، صدر المرسوم رقم 57 الذي يعتمد استخدام العلم كعلم وطني للسفن التجارية اليابانية، وفي 27 أكتوبر 1870، صدر المرسوم رقم 651 الذي يعتمد استخدامه كعلم معتمد للبحرية اليابانية. وضعت قيود مشددة على استخدام هينومارو خلال السنوات الأولى من الاحتلال الأمريكي لليابان بعد الحرب العالمية الثانية، ولكنها خففت بعد ذلك.
قديمًا، استخدم الداي-ميو الساموراي أعلامًا لها نفس فكرة «هينومارو». أثناء فترة إصلاحات مييجي، أصبح كل من هينومارو وعلم الشمس المشرقة الذي تستخدمه البحرية الإمبراطورية اليابانية، الرموز الرئيسية لإمبراطورية اليابان الناشئة. استخدمت الملصقات الدعائية والكتب المدرسية والأفلام، لدعم فكرة أن العلم مصدر للفخر والوطنية. في البيوت اليابانية، طلب من المواطنين عرض العلم خلال الأعياد الوطنية والاحتفالات والمناسبات الأخرى التي تقررها الحكومة. عززت بعض الرموز المختلفة التفاني في حب اليابان والإمبراطور، مما جعل «هينومارو» أكثر شعبية خلال الحرب الصينية اليابانية الثانية والصراعات الأخرى. تراوحت هذه الرموز من شعارات مكتوبة على العلم إلى الملابس والأطباق التي رسم عليها العلم.
اختلفت النظرة الشعبية للعلم، فبعض اليابانيين أعتبر العلم يمثّل اليابان، ولا يمكن لأي علم آخر أن يحل محله. ومع ذلك، فإنه لا يتم عرض العلم في كثير من الأحيان نظرًا لارتباطه بالقومية المتطرفة. كما كانت مسألة استخدام العلم والنشيد الوطني في المدارس العامة في اليابان، مسألة خلافية منذ نهاية الحرب العالمية الثانية. وقد أدت الخلافات حول استخدامهما إلى احتجاجات ودعاوى قضائية وحالة انتحار واحدة على الأقل في محافظة هيروشيما. كما مثل العلم لسكان أوكيناوا، أحداث الحرب العالمية الثانية والوجود العسكري الأمريكي في أوكيناوا بعد الحرب، وبالنسبة لبعض الدول التي احتلتها اليابان، فالعلم هو رمز للعدوان والامبريالية. وعلى الرغم من تلك السلبيات، فاليابان والغرب ينظرون للعلم كرمز لليابانيين. اعتمد تصميم العديد من الأعلام العسكرية اليابانية على هينامارو، بما في ذلك علم الشمس ذات الأشعة الذي استخدمته البحرية اليابانية.

## التاريخ

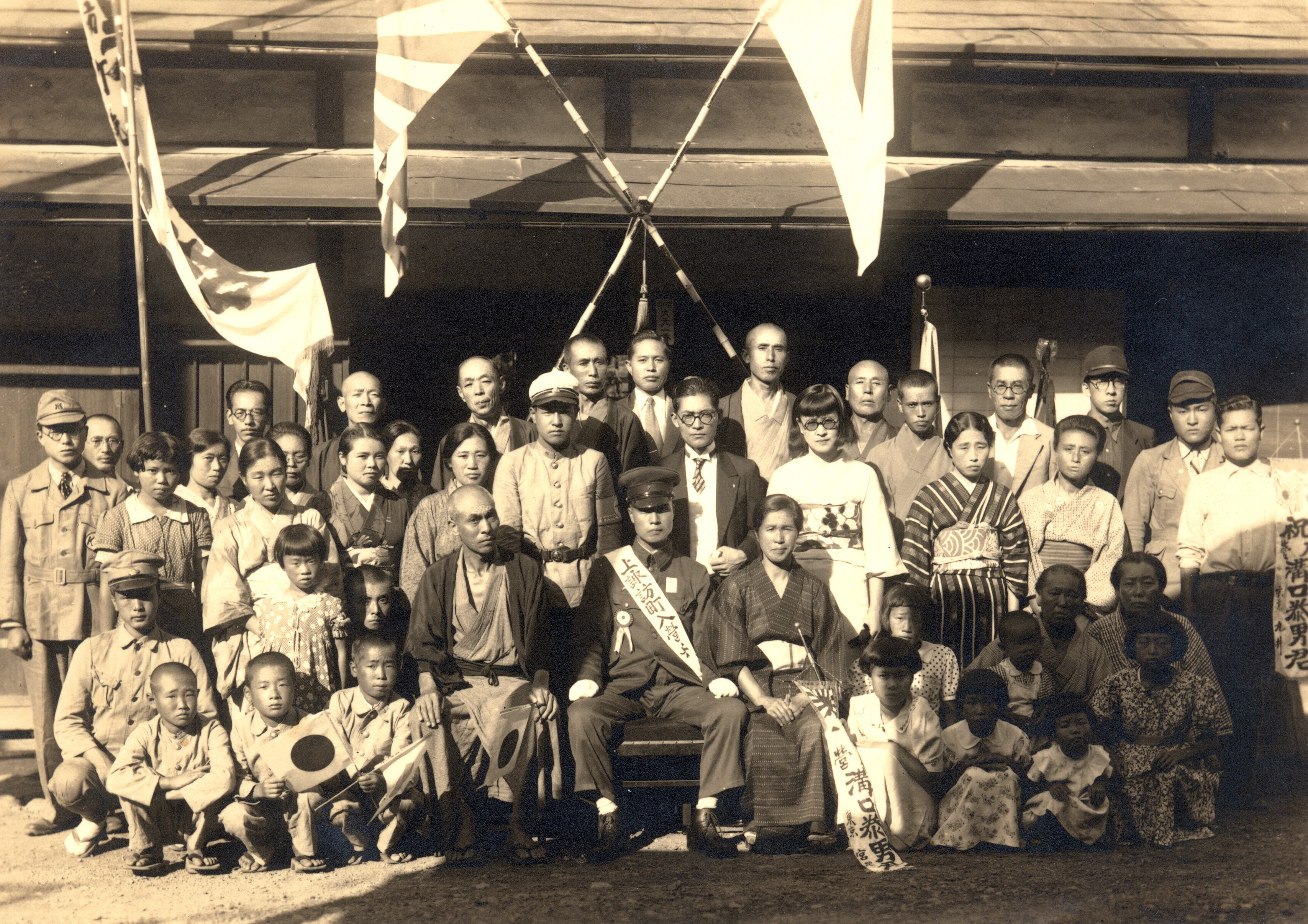
صورة ترجع لعام 1939، لعائلة يابانية مجتمعة حول شاب يرتدي الزي العسكري، وتحيط بها الرايات والأعلام. ويظهر فيها بعض الأطفال يحملون الأعلام.

### قبل عام 1900
منشأ هينامارو الدقيق غير معروف، ولكن كان لشروق الشمس معنى رمزي في المخطوطات اليابانية منذ أوائل القرن السابع. كما يشار كثيرًا إلى اليابان باسم «أرض الشمس المشرقة». وتذكر قصة الهائيكي من القرن الثاني عشر أن الساموراي حملوا رسومات عليها رمز الشمس على مراوحهم. وهناك سبب آخر محتمل لاستخدام الشمس، أن المحارب الياباني يريد تصاميم بسيطة وأنيقة لتعكس صورة الساموراي المهذب والمثقف. أسطورة أخرى مرتبطة بالعلم، تدور في القرن الثالث عشر أثناء غزو المغول لليابان، عندما أعطى الكاهن البوذي نيشرين راية الشمس لشوغون ليحمله في المعركة. كما أن الشمس هي أيضًا مرتبطة ارتباطًا وثيقًا بالعائلة الإمبراطورية، حيث تقول الأسطورة أن العرش الإمبراطوري ينحدر من إلهة الشمس أماتيراسو.
أحد أقدم أعلام اليابان موجود في معبد يونبو-جي في محافظة ياماناشي. تقول الرواية، أن الإمبراطور رييزي أعطاه لميناموتو نو يوشيميتسو، لذا عاملته عشيرة «تاكيدا» على أنه كنز الأسرة في الألف عام الماضية، رغم الشكوك حول صحة هذه المعلومة التاريخية.
أقدم الأعلام الموثّقة في تاريخ اليابان، ترجع لفترة أزوتشي-موموياما في أواخر القرن السادس عشر. كان كل داي-ميو، يستخدم علمًا في المعارك. كانت معظم تلك الأعلام طويلة تحمل كامون عشيرة الداي-ميو، وكانت تلك الأعلام بمثابة تحديد للهوية. وفي عام 1854، أثناء شوغونية توكوغاوا، طُلب من السفن اليابانية رفع الهينومارو، لتمييزها عن السفن الأجنبية. قبل ذلك الحين، استخدمت أنواع مختلفة من الأعلام على السفن التي كانت تتاجر مع الأمريكيين والروس. صدر المرسوم الإمبراطوري الذي اعتمد الهينومارو علمًا تجاريًا لليابان في عام 1870، ثم أصبح العلم الرسمي بين عامي 1870-1885، مما يجعله العلم الوطني الأول المعتمد في اليابان.
بالرغم من أن فكرة الرموز الوطنية كانت غريبة على اليابانيين، إلا أن حكومة مييجي كانت في حاجة لها للاتصال بالعالم الخارجي. ازدادت أهميتها بعد رسوّ سفينة الكومودور الأمريكي ماثيو بيري في خليج يوكوهاما. تطلب الأمر من حكومة مييجي اتخاذ نشيد وطني وختم للإمبراطورية أيضًا. في عام 1885، ألغيت جميع القوانين السابقة التي لم تنشر في الجريدة الرسمية في اليابان. وبسبب هذا القرار الذي أصدرته الحكومة الجديدة في اليابان، ظل الهينومارو علمًا وطنيًا لليابان، لعدم وجود قانون جديد يختص بتنظيم استخدام العلم بعد اصلاحات مييجي.

### الصراعات المبكرة وحرب المحيط الهادئ

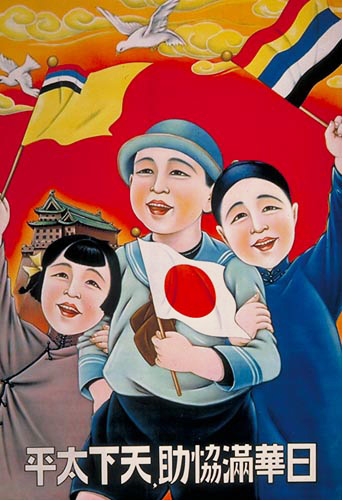
ملصق دعائي يدعو للسلام بين اليابانيين والصينيين والمانشو. مكتوبًا عليه: «بالتعاون بين اليابان والصين ومانشوكو، يمكن أن يعيش العالم في سلام».

ازداد استخدام العلم الوطني مع تحوّل اليابان إلى إمبراطورية، فقد كان الهينومارو حاضرًا في احتفالات ما بعد الانتصار في الحرب الصينية اليابانية الأولى وفي الحرب اليابانية الروسية. كما استخدم العلم لتحفيز الشعب لمساندة الحرب في جميع أنحاء البلاد. صُوّر فيلم دعائي ياباني في عام 1934، يُظهر الاعلام الأجنبية ناقصة أو معيبة في تصميماتها، بينما العلم الياباني مثالي في جميع أشكاله. في عام 1937، أظهرت مجموعة من الفتيات من محافظة هيروشيما تضامنهن مع الجنود اليابانيين الذين يقاتلون في الصين خلال الحرب الصينية اليابانية الثانية، من خلال تناولهن «وجبات العلم» التي تتألف من خوخ الاومبوشي في منتصف طبق مستطيل من الأرز. وأصبح بنتو العلم الرمز الرئيسي للتعبئة للحرب والجندية في اليابان حتى الأربعينيات.
أدت انتصارات اليابان في الحرب مع الصين، لظهور الهينومارو مرة أخرى في الاحتفالات. وأصبح في يد كل ياباني خلال المسيرات. وطبع الهينومارو أيضًا على الكتب المدرسية خلال تلك الفترة، تعبير عن الولاء للإمبراطور وللوطن. كان استعراض العلم أو عبادة الإمبراطور يوميًا أحد وسائل التعبير عن الوطنية، وجزء من كون المواطن ياباني صالح.
وخلال الحرب العالمية الثانية، كان العلم رمزًا للامبريالية اليابانية في المناطق المحتلة في جنوب شرق آسيا، فقد كان على الناس أن يستخدموا العلم، وعلى طلاب المدارس غناء النشيد الوطني الياباني أثناء رفع العلم في الصباح. وسمح باستخدام بعض الأعلام المحلية في الفلبين وإندونيسيا ومانشوكو. في بعض المستعمرات مثل كوريا، استخدم الهينومارو وبعض الرموز الأخرى لنبذ الكوريين ومعاملتهم على أنهم مواطنون من الدرجة الثانية في الإمبراطورية.
بالنسبة لليابانيين، فقد كان الهينومارو «علم الشمس المشرقة التي تضئ ظلام العالم». أما الغربيون، فقد كان الهينومارو واحد من أقوى رموز القوة العسكرية اليابانية.

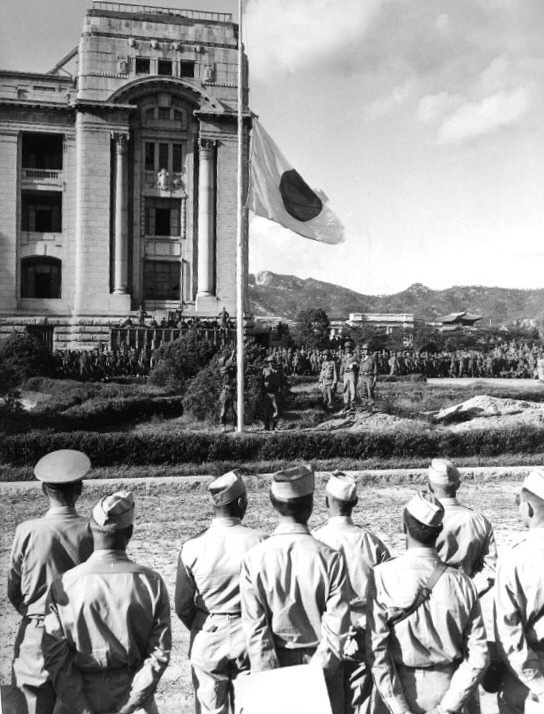
إنزال الهينومارو في سيول في 9 سبتمبر 1945، بعد استسلام اليابان.

### الاحتلال الأمريكي لليابان
كان الهينومارو هو العلم الوطني لليابان، خلال الحرب العالمية الثانية وفترة الاحتلال الأمريكي لليابان. وخلال فترة الاحتلال الأمريكي لليابان بعد الحرب العالمية الثانية، كان الأمر يتطلب الحصول على تصريح من القائد الأعلى لقوات التحالف لرفع الهينومارو.
اختلفت المصادر حول مدى إمكانية استخدام الهينومارو، بين الحظر والتضييق الذي لا يصل للحظر.
بعد الحرب العالمية الثانية، استخدمت السفن المدنية اليابانية علمًا خاصًا بتصريح من الهيئة الأمريكية العامة للرقابة على سفن الشحن التجاري الياباني. وفي 2 مايو 1947، رفع الجنرال دوغلاس ماكارثر القيود المفروضة على رفع الهينومارو على برلمان اليابان وقصر الإمبراطور ومقر رئيس الوزراء ومبنى المحكمة العليا مع التصديق على الدستور الياباني الجديد. خففت المزيد من القيود المفروضة على استخدام العلم في عام 1948، عندما تم السماح للعامة برفع العلم في الأعياد الوطنية. وفي يناير 1949، ألغيت القيود، وأصبح من الممكن لأي شخص أن يرفع الهينومارو في أي وقت دون إذن. ونتيجة لذلك، رفع الهينومارو على المدارس والمنازل حتى أوائل الخمسينات.

### ما بعد الحرب حتى 1999

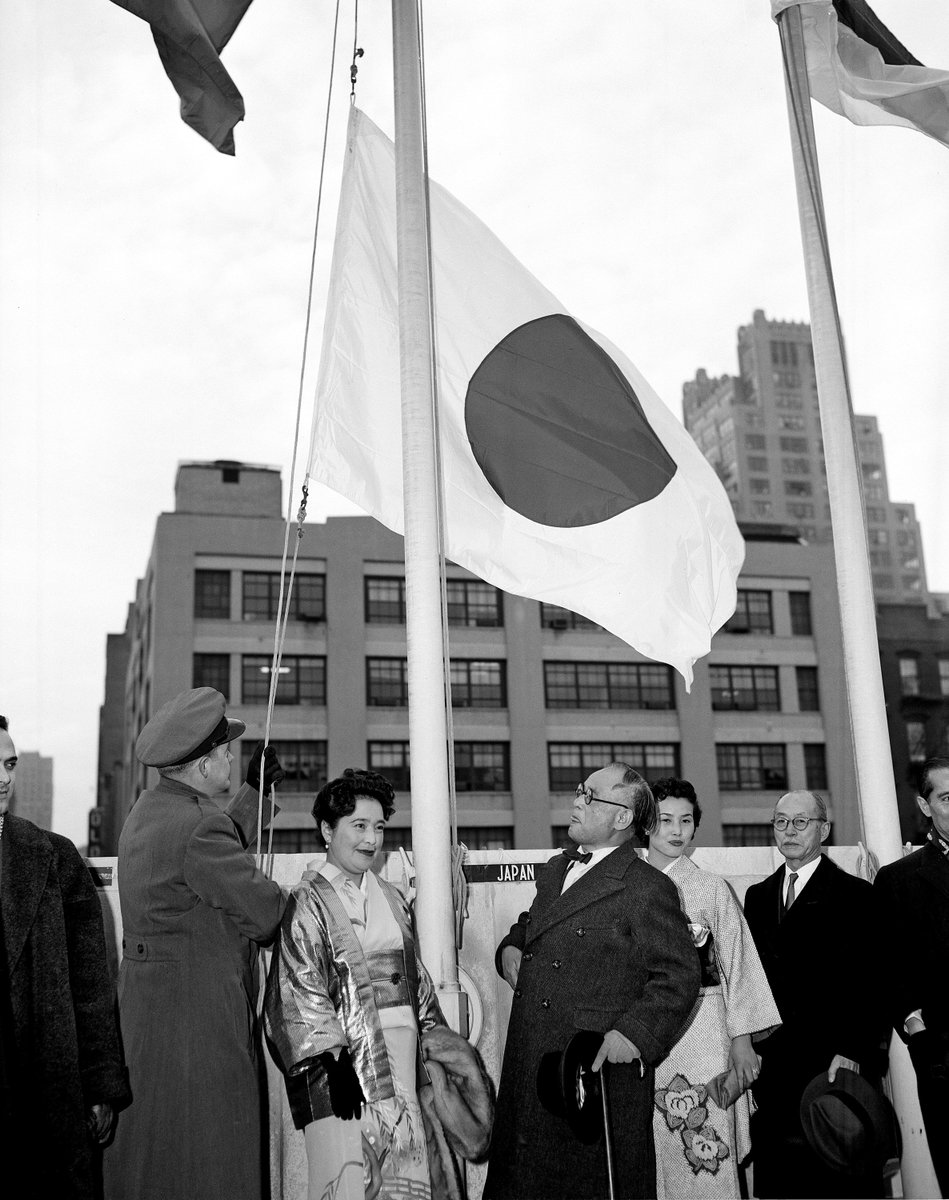
الهينومارو يرفع في مبنى الأمم المتحدة في نيويورك عام 1956.

منذ الحرب العالمية الثانية، ووجهت انتقادات إلى اليابان لارتباط علمها بالسياسة العسكرية لليابان. كما وجهت الانتقادات أيضًا للنشيد الوطني الحالي «الكيميجايو» في اليابان. ألهب الهينومارو والكيميجايو الآمال الوطنية حول فكرة «اليابان الكبرى»، وهي الفكرة التي جعلت اليابانيين يعيشون فترات من اللا سلم والعسكرية. لذا وبعد الهزيمة وتحطم تلك الآمال، قلّ استخدام العلم في كثير من الأحيان في اليابان بعد الحرب مباشرة، حتى مع رفع القيود المفروضة على استخدامه عام 1949.
وعندما بدأت اليابان في إعادة تكوين صورة عن سياساتها الجديدة بعد الحرب دبلوماسيًا، استخدم الهينومارو كسلاح سياسي في الخارج. ففي الزيارة التي قام بها الإمبراطور هيروهيتو والإمبراطورة كوجون إلى هولندا، أحرق مواطنون هولنديون الهينومارو، وطالبوا بعودة الإمبراطور إلى اليابان أو أن يسجن كأسير حرب هولندي عن جرائمه خلال الحرب العالمية الثانية. وعلى الصعيد المحلي، لم يستخدم الهينومارو حتى في الاحتجاجات على تمركز القوات الأمريكية في اليابان، وكان العلم الأكثر استخدامًا من قبل نقابات العمال وغيرهم من المحتجين هو علم اليسار الأحمر.
أثيرت مسألة الهينومارو والكيميجايو مرة أخرى، عندما استضافت طوكيو دورة الألعاب الأولمبية الصيفية عام 1964. قبل دورة الألعاب الأولمبية، تم تغيير حجم قرص الشمس على العلم جزئيًا، نظرًا لأنه لم يكن ملفتًا للنظر عندما يعرض بجانب الأعلام الوطنية الأخرى. اختار تاداماسا فوكيورا اخصائي الألوان، أن يشغل قرص الشمس ثلثي طول العلم. وكما اختار فوكيورا ألوان العلم عام 1964، فقد اختار أيضًا ألوان العلم في دورة الألعاب الأوليمبية الشتوية 1998 في ناغانو.
في عام 1989، ومع وفاة الإمبراطور هيروهيتو أثيرت قضية العلم الوطني مرة أخرى. فقد رأى المحافظون أنه لو استخدم العلم في الاحتفالات دون إعادة فتح الجروح القديمة، قد تكون هناك فرصة للاتفاق حول كون الهينومارو العلم الوطني. وخلال أيام الحداد الرسمية الست، نُكّس الهينومارو ورفعت الرايات السوداء في جميع أنحاء اليابان. وعلى الرغم من وجود تقارير تفيد بتمزيق بعض المتظاهرين للهينومارو يوم جنازة الإمبراطور، إلا أنه سُمح للمدارس بإرخاء الهينومارو على السواري دون تحفظات، وهو ما يعد انتصارًا للمحافظين.

### منذ 1999

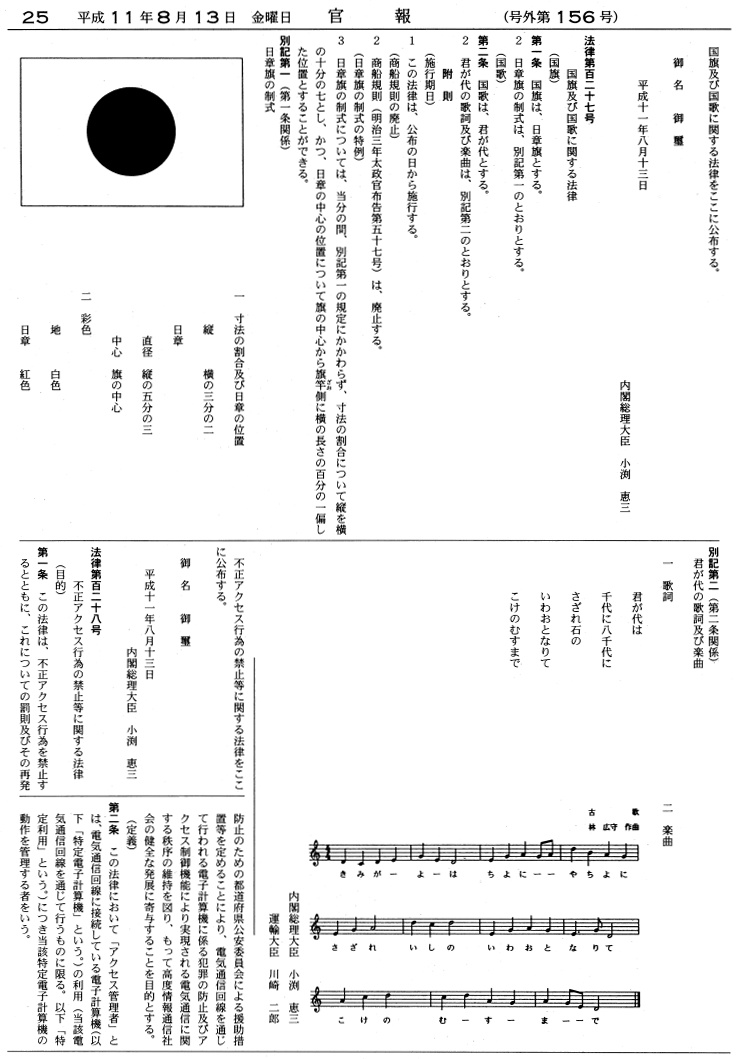
نسخة من القانون المتعلق بالعلم الوطني والنشيد الوطنية الصادر في 15 أغسطس 1999، والمنشور في الجريدة الرسمية اليابانية.

صدر القانون المتعلق بالعلم الوطني والنشيد الوطني في عام 1999، والذي حدد اختيار كل الهينومارو والكيميجايو كرموز وطنية لليابان. تم إقرار هذا القانون بعد حادثة انتحار مدير مدرسة في هيروشيما، لعدم تمكنه من حل نزاع بين مجلس إدارة مدرسته ومعلميه حول استخدام الهينومارو والكيميجايو.
في عام 2000، قرر رئيس وزراء اليابان كيزو أوبوتشي الذي ينتمي للحزب الديمقراطي الليبرالي وضع تشريع لجعل الهينومارو والكيميجايو رموز رسمية لليابان. كما سعى كبير أمناء مجلس الوزراء «هيرومو نوناكا»، لإتمام التشريع ليتزامن مع الذكرى العاشرة لتتويج أكيهيتو إمبراطورًا.
كان الحزب الليبرالي الديمقراطي وحزب الحكومة النظيفة (كوميتو) هما أكبر المؤيدين لمشروع القانون، في حين شملت المعارضة الحزب الاشتراكي الديمقراطي الياباني والحزب الشيوعي الياباني، اللذان ربطا بين الرمزين ومدلولاتهما في فترة الحرب. كما عارض الحزب الشيوعي الياباني طرح القضية للاستفتاء الشعبي. وفي الوقت نفسه، لم يحسم الحزب الديمقراطي الياباني قراره داخليًا، ولكن طالب رئيس الحزب الديمقراطي الياباني ناوتو كان حزبه بضرورة اعتماد مشروع القانون، لأن الحزب يعترف بالرمزين بالفعل كرموز لليابان. بينما اعتبر نائب رئيس الوزراء (رئيس الوزراء في المستقبل) يوكيو هاتوياما، أن مشروع القانون هذا قد يسبب المزيد من الانقسامات بين أفراد المجتمع وفي المدارس العامة.
أقر مجلس النواب مشروع القانون في 22 يوليو 1999، بأغلبية 403 صوت مقابل 86 صوت. وأرسل التشريع الجديد لمجلس المستشارين يوم 28 يوليو وأُقر في 9 أغسطس. وأصبح قانونًا نافذًا في 13 أغسطس. كانت هناك محاولات لاختيار الهينومارو فقط كعلم وطني من قبل الحزب الديمقراطي اليابانى وأحزاب أخرى خلال التصويت على مشروع القانون، ولكنها رفضت من قبل البرلمان.
وفي 8 أغسطس 2009، التقطت صورة خلال اجتماعات الحزب الديمقراطي الياباني أثناء الانتخابات العامة اليابانية لعام 2009، والتي ظهرت بها لافتة متدلاه من السقف. صنعت هذه اللافتة من علمي هينومارو قُصا وخيطا معًا لتشكيل شكل شعار الحزب الديمقراطي الياباني. أغضب هذا الحزب الديمقراطي الليبرالي ورئيس الوزراء تارو أسو، الذي أعلن أن هذا الفعل لا يغتفر. وردًا على ذلك، نفى رئيس الحزب الديمقراطي الياباني يوكيو هاتوياما (الذي صوت لصالح القانون المتعلق بالعلم الوطني والنشيد الوطني)، أن تكون هذه اللافتة هينومارو.

## التصميم

نموذج تصميم العلم

في مرسوم رئيس الوزراء رقم 57 لعام 1870، كان هناك مادتان تتعلقان بالعلم الوطني. الأولى حول طقوس رفع العلم، والثانية حول كيفية صناعته. كانت نسبة طوله إلى عرضه (7 إلى 10). أما القرص الأحمر، الذي يمثل الشمس، فقطره يعادل ثلاث أخماس طول العلم، كما نص القانون الصادر على أن يكون القرص في المنتصف. وفي 3 أكتوبر من العام نفسه، صدرت لوائح حول تصميم الرايات التجارية والأعلام البحرية الأخرى. بالنسبة للأعلام التجارية، كانت نسبة الطول إلى العرض (2 إلى 3)، وبقي حجم القرص نفسه (ثلاث أخماس الطول).
عند مناقشة القانون المتعلق بالعلم الوطني والنشيد الوطني، تغيرت أبعاد العلم قليلاً، فأصبح طول العلم إلى عرضه بنسبة (2 إلى 3)، وبقي القرص الأحمر في المنتصف. خلفية العلم بيضاء وقرص الشمس أحمر، لكن لم يتم تحديد درجات الألوان بالضبط في قانون عام 1999. إلا أنه كان هناك ملاحظة على ضرورة أن يكون اللون الأحمر «أحمر داكن».
أصدرت وكالة الدفاع اليابانية (الآن وزارة الدفاع اليابانية) في عام 1973، ومواصفة اختارت اللون الأحمر من المعيار (5R 4/12)، والأبيض (N9) طبقًا لنظام ألوان مونسل. تغيرت المواصفة في 21 مارس 2008، لتتطابق مع التشريعات الحالية وتحديثات نظام ألوان مونسل. كما حددت المواصفة نسيج الأكريليك النايلون فقط لتستخدم في تصنيع الأعلام المستخدمة من قبل الجيش. يكون لون الأكريليك الأحمر من المعيار (5.7R 3.7/15.5)، والأبيض (N9.4)؛ أما النايلون فالأحمر من المعيار (6.2R 4/15.2)، والأبيض (N9.2). وأثناء النقاشات حول القانون المتعلق بالعلم الوطني والنشيد الوطني، كان هناك اقتراح باستخدام قرص الشمس من اللون الأحمر الساطع.

## الاستخدام والعادات

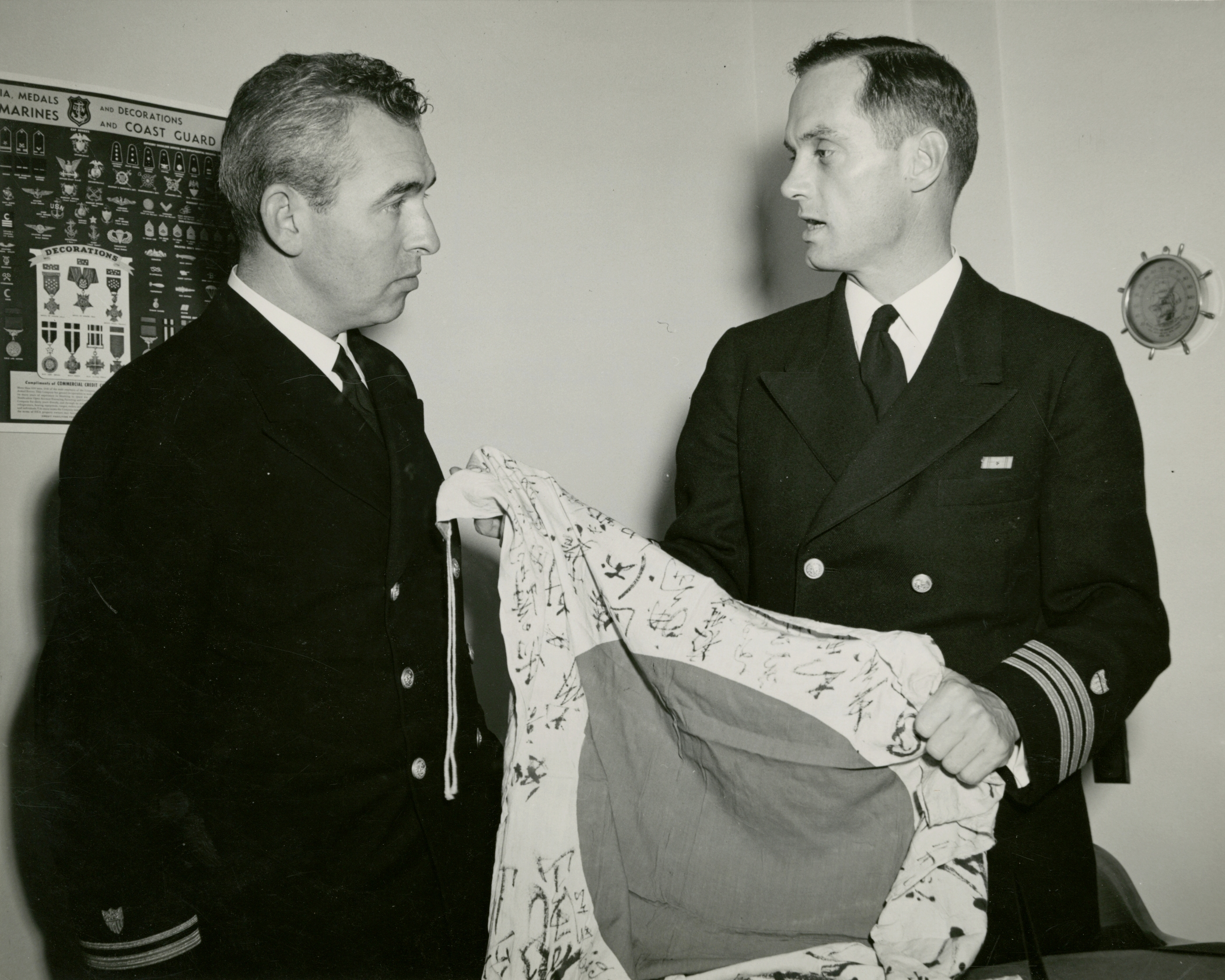
الرائد دوايت هودج دكستر يعرض العلم الياباني على الملازم أول جيه جي ميل فينتر خلال مؤتمر في سان فرانسيسكو عام ١٩٤٣.

عندما ظهر الهينومارو للمرة الأولى، طلبت الحكومة من المواطنين تحية الإمبراطور مع العلم. تسبب هذا في بعض الاستياء بين اليابانيين من العلم، مما أدي لبعض الاحتجاجات. استغرق الأمر بعض الوقت لكي يلقى العلم القبول بين الناس.
في الثقافة اليابانية خلال الحرب العالمية الثانية، كان من العرف الشعبي أن يقوم أصدقاء وزملاء وأقارب الجندي بالتوقيع على الهينومارو وتقديمه له. كما استخدام العلم كتميمة لجلب الحظ لكي يعود الجندي سالمًا من المعركة. سُميّ هذا التقليد بـ «هينومارو يوسيجاكي» (باليابانية: 日の丸寄せ書き)، وكان هذا التقليد يقتضي بألا تلمس الكتابة قرص الشمس. بعد المعارك، كانت تجمع الأعلام الخاصة بالجنود اليابانيين المتوفيين، ويحتفظ بها، لترسل لذوي هؤلاء الجنود.
استمر تقليد توقيع الهينومارو لجلب الحظ، ولكن بصورة محدودة. يستخدم الهينومارو يوسيجاكي الآن لإظهار الدعم للمنتخب الياباني في الأحداث الرياضية. وثمة مثال آخر هو عصابة الرأس «الهاشيماكي». فخلال الحرب العالمية الثانية، كان الطيارون الكاميكازي يرتدون الهاشيماكي، وهو ما يعني أن الطيار على استعداد للموت من أجل بلاده.
قبل الحرب العالمية الثانية، طلب من جميع اليابانيين رفع الهينومارو على منازلهم في أيام الأعياد الوطنية. ومنذ انتهاء الحرب، اقتصر عرض علم اليابان على مباني الحكومات المركزية والمحلية مثل مباني البلديات؛ ونادرًا ما يعرض في المنازل الخاصة أو المباني التجارية، ولكن بعض المواطنين والشركات ما زالت لديهم الرغبة في عرض العلم في الأعياد. وعلى الرغم من أن حكومة اليابان تشجع المواطنين والمقيمين على رفع الهينومارو خلال الأعياد الوطنية، إلا أنها لا تلزمهم قانونًا بالقيام بذلك. وفي عيد ميلاد الإمبراطور الثمانين في 23 ديسمبر 2002، رفعت شركة كيوشو للسكك الحديدية، الهينومارو فوق 330 محطة قطار.

## النظرة الحالية للعلم
وفقًا للاستطلاعات التي أجرتها وسائل الإعلام الرئيسية، فإن معظم اليابانيين ينظرون إلى الهينومارو على أنه العلم الوطني لليابان حتى قبل صدور القانون المتعلق بالعلم الوطني والنشيد الوطني في عام 1999. على الرغم من ذلك، استمر الجدل حول استخدام العلم في المدارس ووسائل الإعلام. على سبيل المثال، فما زالت صحف ليبرالية مثل أساهي شيمبون وماينيتشي شيمبون تنشر في كثير من الأحيان مقالات تنتقد علم اليابان، والتي تعكس آراء بعض القراء.
ولا زال عرض الهينومارو في المنازل والشركات، يناقش في المجتمع الياباني. ونظرًا للارتباط بين الهينومارو والناشطين اليمينيين أو السياسات الرجعية أو الشغب، فإن بعض المنازل والشركات ترفض رفع العلم. فبالنسبة لبعض اليابانيين، فالعلم رمز للفترة التي كان فيها يتم قمع الديمقراطية، وذلك عندما كانت اليابان إمبراطورية.
كما لا تزال النظرة الحالية للهينومارو سلبية في المستعمرات السابقة لليابان وكذلك داخل اليابان نفسها، كما هو الحال في أوكيناوا. في أحد أبرز الأمثلة على ذلك، في 26 أكتوبر 1987، حرق صاحب سوبر ماركت للهينومارو في أوكيناوا، قبل بدء المهرجان الوطني السنوي للرياضة في اليابان. وأعلن حارق العلم، شيبانا شويتشي، أنه حرق الهينومارو ليس فقط لإظهار معارضته للفظائع التي ارتكبها الجيش الياباني، واستمرار وجود القوات الأمريكية في اليابان، ولكن أيضًا لمنع عرضه في الأماكن العامة. وفي حادثة أخرى في أوكيناوا، مُزق العلم خلال احتفال مدرسي، ورفض الطلاب تحية العلم، لأنه كان يرفع على أنغام الكيميجارو. في جمهورية الصين الشعبية وكوريا الجنوبية اللتان كانتا محتلتان من قبل الإمبراطورية اليابانية، ومع اعتماد الهينومارو رسميًا عام 1999، اعتبرت هذه الخطوة توجهًا من اليابان نحو إعادة التسلح، وخاصة مع تزامن صدور قانون عام 1999، مع المناقشات التي دارت حول ضريح ياسوكوني والتعاون العسكري بين الولايات المتحدة الأمريكية واليابان، وإقامة نظام الدفاع الصاروخي. أما الدول الأخرى التي احتلتها اليابان، فقد تباينت ردود الأفعال عند استقبالها لقانون عام 1999. ففي سنغافورة، يحمل الجيل القديم مشاعر سيئة تجاه العلم، في حين أن الجيل الجديد ليس لديه وجهات نظر مماثلة. اعتقدت الحكومة الفلبينية أن اليابان لن تعود مرة أخرى إلى النزعة العسكرية، ولكن الهدف من هذا القانون تعيين اثنين من الرموز الرسمية (العلم والنشيد الوطني) قانونيًا، وهو حق لكل دولة. ليس لدي اليابان قانون يجرم حرق الهينومارو، ولكن لا يُسمح بحرق الأعلام الأجنبية في اليابان.

## بروتوكولات العلم
وفقًا للبروتوكول، يسمح برفع العلم من شروق الشمس وحتى غروبها؛ وبالنسبة للشركات والمدارس فيسمح برفع العلم من بداية يوم العلم إلى نهايته. وعند رفع علم اليابان مع علم بلد آخر في نفس الوقت، يرفع العلم الضيف على يمين علم اليابان، ويجب أن يكون كلا العلمين على نفس الارتفاع ومتساوون في الحجم. عندما يتم عرض أكثر من علم أجنبي، يتم ترتيب علم اليابان حسب الترتيب الأبجدي المنصوص عليها في الأمم المتحدة. وعندما يصبح العلم غير صالح للاستخدام نتيجة التلف، يحرق عادة في أماكن خاصة. لا يحدد القانون المتعلق بالعلم الوطني والنشيد الوطني بروتوكول استخدام العلم، ولكن لدى المحافظات المختلفة بروتوكولاتها الخاصة باستخدام الهينومارو وأعلام المحافظات الأخرى.
هناك نمطين لاستخدام الهينومارو عند الحداد. الأول بتنكيس العلم، كما هو شائع في كثير من البلدان، حيث تنكس مكاتب وزارة الشؤون الخارجية العلم، عند إجراء جنازة رئيس الدولة الأجنبية التي يقع فيها المكتب. النمط البديل يتم بتغطية قمة العلم بقطعة من القماش الأسود، ووضع شريط أسود فوق العلم، والذي يعرف بـ «علم الحداد». يرجع تاريخ هذا الأسلوب إلى 30 يوليو 1912، عندما مات الإمبراطور مييجي، حيث أصدر مجلس الوزراء مرسومًا ينص على أنه ينبغي رفع العلم الوطني في حالة حداد عند وفاة الإمبراطور. ويذكر أنه لمجلس الوزراء سلطة تنكيس العلم الوطني.

### البروتوكول في المدارس

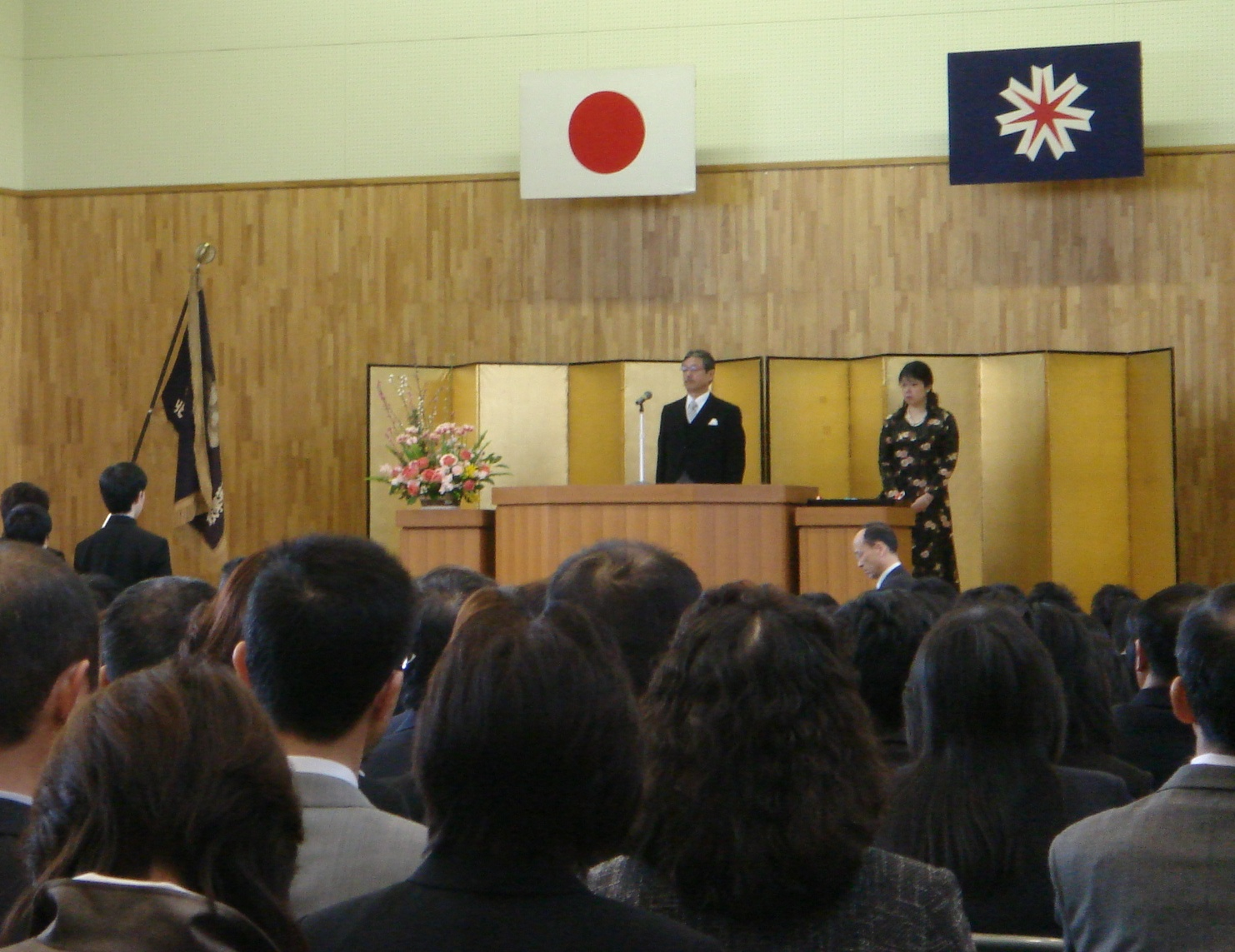
حفل تخرج في هوكايدو يظهر به الهينومارو وعلم المحافظة معلقين.

مع نهاية الحرب العالمية الثانية، أصدرت وزارة التعليم اللوائح التي تشجع استخدام كل من الهينومارو والكيميجارو في المدارس التابعة لها. أول هذه اللوائح صدر في عام 1950، التي أشارت إلى تحبيذ استخدامهما، ولكن ليس معًا. عُدلت اللوائح في وقت لاحق، لتشجع الطلاب على استخدام كلا الرمزين في الاحتفالات والأعياد الوطنية. في إصلاحات عام 1989 التعليمية، طالبت الحكومة التي يسيطر عليها الحزب الديمقراطي الليبرالي، باستخدام العلم في احتفالات المدرسية، إظهار الاحترام الخاص للهينومارو والكيميجارو. كما نصت الإصلاحات على عقوبات على المسؤولين في المدارس الذين لن يتبع هذا النظام.
في 1999، وبعد إقرار القانون المتعلق بالعلم الوطني والنشيد الوطني، أصدرت وزارة التعليم الأمر بأن يرفع الهينومارو في احتفالات بداية العام الدراسي واحتفالات التخرج، ومطالبة الطلاب بإنشاد النشيد الوطني، نظرًا لأهمية العلم والنشيد. بالإضافة إلى ذلك، أمرت الوزارة بتعزيز حب الوطن في طلاب المدارس الابتدائية، وذلك بتنشئتهم على احترام العلم والنشيد. بررت الوزارة ذلك بأنه إذا لم يحترم الطلبة اليابانيون رموزهم الخاصة، فلن يكونوا قادرين على احترام رموز الدول الأخرى.
تسبب ذلك في جدل شديد في المدارس حول رفع العلم الوطني والنشيد الوطني على حد سواء. كما أعلن مجلس طوكيو للتعليم باستخدام النشيد والعلم على حد سواء في المناسبات التعليمية، وهدد المعلمين الذين لن يحترموا الرمزين، بأنهم قد يفقدوا وظائفهم. احتج البعض بأن مثل هذه القواعد هي انتهاك لدستور اليابان، ولكن المجلس جادل بأن المدارس هي وكالات حكومية، والعاملين بها من الواجب عليهم تعليم الطلاب كيف يكونوا مواطنين يابانيين صالحين. احتجاجًا على ذلك، رفضت بعض المدارس رفع الهينومارو في حفلات التخرج، بل ومزق بعض أولياء الأمور العلم. رفضت دعاوي المعلمين الجنائية ضد حاكم طوكيو إيشيهارا شنتارو وكبار المسؤولين، لإصدارهم الأوامر للمعلمين بتحية العلم وترديد النشيد. وافق اتحاد معلمي اليابان على استخدام العلم الوطني والنشيد الوطني على حد سواء بالرغم من معارضته السابقة لهذا الأمر؛ ورغم ذلك، ما زالت بعض اتحادات المعلمين الفرعية تعارض استخدام الرمزين في المدارس.

## الأعلام ذات الصلة

راية الحرب التي استخدمها جيش اليابان الإمبراطوري.

علم قوة الدفاع الذاتى البرية اليابانية.

### الأعلام العسكرية
قوات الدفاع الذاتي اليابانية وقوة الدفاع الذاتى البرية اليابانية تستخدمان علمًا له تصميم مشابه فهو يحتوي على قرص الشمس لها ثمانية أشعة حمراء تمتد إلى الخارج، يدعى «هاشيجو كيوكوجيتسوكي» (باليابانية: 八 条旭日 旗)، مع إطار ذهبي يظهر جزئيًا في الأطراف.
وهناك أعلام أخرى بتصميم مشابه وهو قرص الشمس ذو الستة عشر شعاع أحمر، الذي استخدمه قديمًا الجيش الياباني، وخاصةً جيش اليابان الإمبراطوري والبحرية الإمبراطورية اليابانية. عُرف هذا العلم في اليابان باسم «جييروكوجو كيوكوجيتسوكي» (باليابانية: 十六 条 旭日 旗)، والذي اعتمد لأول مرة كراية للحرب في 15 مايو 1870، وكان يستخدم حتى نهاية الحرب العالمية الثانية. أعيد اعتماده في 30 يونيو 1954، كراية للحرب وعلمًا لقوة الدفاع الذاتي البحرية اليابانية. ما زال سكان البلدان الآسيوية المجاورة، التي كانت محتلة من قبل اليابان، يحملون انطباعات سيئة حول هذا العلم. فقط علم قوة الدفاع الذاتي الجوية اليابانية، يحتوي على قرص شمس دون أشعة تمامًا كالهينومارو.

علم الإمبراطور الياباني.

علم البحرية الإمبراطورية اليابانية.

### الأعلام الإمبراطورية
ابتداءً من عام 1870، اتخذت الأعلام التي تمثل الإمبراطور والإمبراطورة والأعضاء الآخرين في العائلة الإمبراطورية. في البداية، كان علم الإمبراطور مزخرفًا، به قرص شمس في المنتصف. وكان له أعلام تستخدم في البر والبحر، وحتى أثناء ركوبه للعربات. ينطبق هذا الأمر على باقي أفراد العائلة الإمبراطورية. كانت أعلام المركبات أحادية اللون تتوسطها زهرة أقحوان، لها 16 بتلة. ألغيت هذه الأعلام في عام 1889، عندما قرر الإمبراطور استخدام علم أحمر تتوسطه زهرة الأقحوان. لا يزال هذا العلم قيد الاستخدام من قبل العائلة الإمبراطورية منذ اعتماده عام 1889، مع تغييرات طفيفة في ظلال اللون والنسب.
علم الإمبراطور الحالي ذو زهرة أقحوان ذات 16 بتلة ملونة باللون الذهبي، تتوسط العلم ذو الخلفية الحمراء الذي نسبة طوله إلى عرضه (2 إلى 3). تستخدم الإمبراطورة نفس العلم، ولكن مقصوصًا منه مثلث من طرفه. كما يستخدم ولي العهد وزوجته أعلام مشابهة، إلا أنها مع زهرات أقحوان أصغر وذات إطار أبيض في وسط هذه الأعلام. ارتبطت زهرة الأقحوان بالعرش الإمبراطوري منذ حكم الإمبراطور جو-توبا في القرن الثاني عشر، ولكنها لم تصبح حصرية للعرش الإمبراطوري إلا في عام 1868.

### الأعلام المحلية

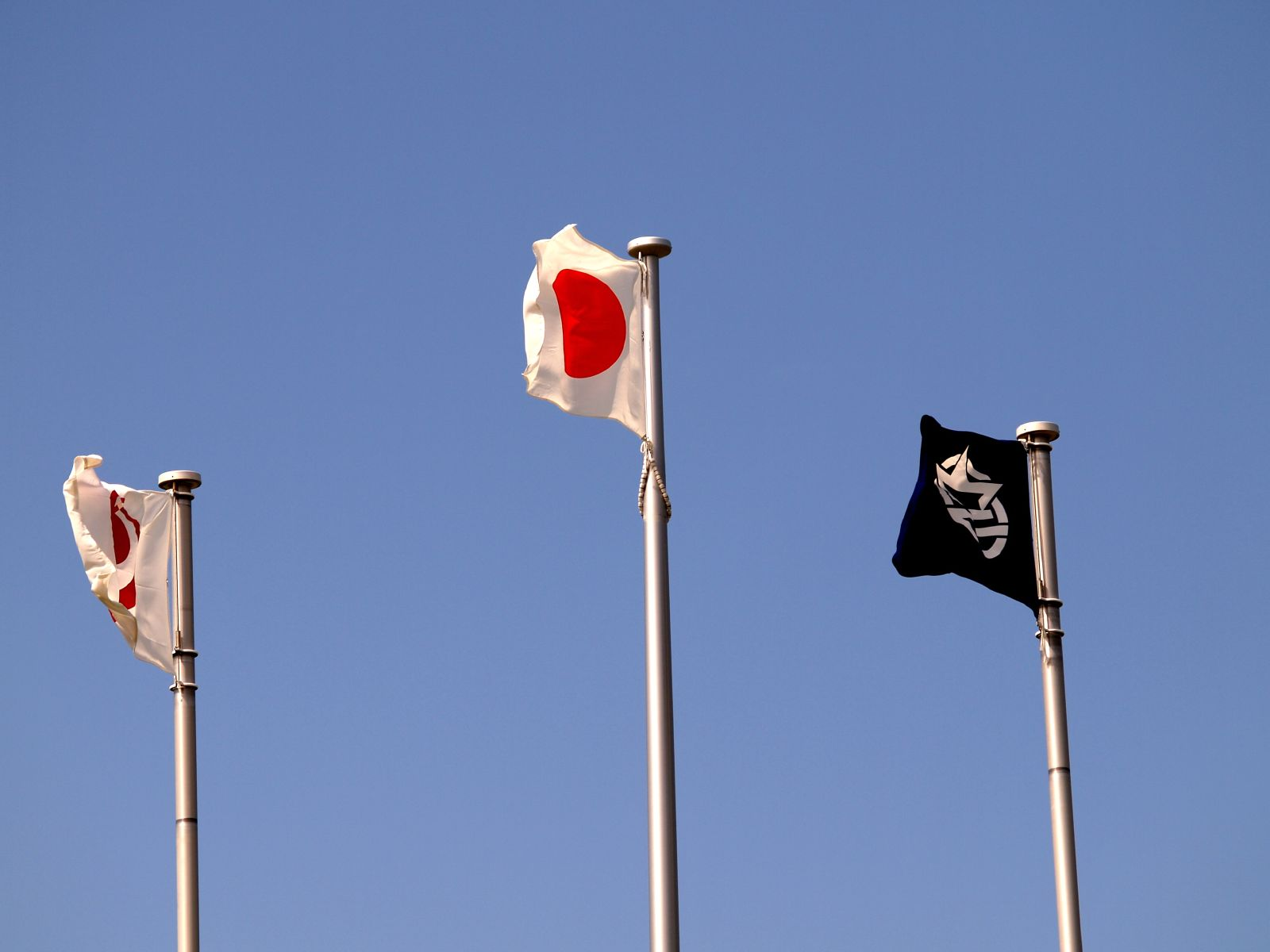
الهينومارو مرفوعًا إلى جوار علم محافظة أوكيناوا وعلم مدينة أوراسوي.

كل محافظة من محافظات اليابان الـ 47 لديها علم يشبه العلم الوطني من حيث وجود رمز (كامون) على علم أحادي اللون (باستثناء محافظة إهيمه، والتي تستخدم رمزًا على علم ذو لونين). وهناك عددًا من أعلام المحافظات، مثل هيروشيما، تتطابق مواصفات أعلامها مع تصميم الهينومارو (نسبة الطول إلى العرض 2 إلى 3، الكامون في المنتصف وحجمه يمثل 3/5 من طول العلم). بعض الكامونات تحتوي على اسم المحافظة بالأحرف اليابانية، والبعض تمثل منمنمة من الموقع أو ميزة أخرى استثنائية للمحافظة. مثال على ذلك، علم محافظة ناغانو، حيث يحتوي على الحرف (ナ) البرتقالي اللون في وسط قرص أبيض. يرمز الحرف (ナ) إلى الجبل والقرص الأبيض إلى بحيرة، ويمثل اللون البرتقالي يمثل الشمس، في حين أن اللون الأبيض يمثل الثلوج في المنطقة.
للبلديات اليابانية أيضًا أعلامها الخاصة بها، وتصاميمها تشبه تصاميم أعلام المحافظات (كامون على علم أحادي اللون). ومن الأمثلة على ذلك، علم مدينة «أماكوزا» والتي تقع في محافظة كوماموتو. يتكون العلم من الحرف (ア) المحاط بأمواج. يتركز هذا الكامون على علم أبيض، بنسبة 2 إلى 3. وقد اعتمد شعار وعلم المدينة في عام 2006.

### الأعلام المشابهة
بالإضافة إلى الأعلام العسكرية، استوحيت تصميمات أعلام أخرى من الهينومارو. فمثلاً، العلم السابق للبريد الياباني كان يتألف من الهينومارو يتوسطه شريط أفقي أحمر في وسط العلم، مع حلقة بيضاء رقيقة حول الشمس الحمراء. ولكنه استبدل بعد ذلك بالعلم الذي يتألف من الرمز البريدي لليابان باللون الأحمر على خلفية بيضاء.
يوجد الآن علمان وطنيان يشبهان العلم الياباني. ففي عام 1971، بعد استقلال بنغلاديش عن باكستان، اعتمد علم بنغلاديش الذي يتكون من خلفية خضراء يتوسطها قرص أحمر يحتوي على خريطة بنغلاديش باللون الذهبي. وفي عام 1972، أزيلت الخريطة الذهبية، وبقي باقي التصميم كما هو. يرمز اللون الأحمر في علم بنجلادش إلى الدم الذي سال من أجل استقلال بلدهم. تستخدم جزيرة بالاو علمًا ذو تصميم مماثل، ولكن بألوان مختلفة تمامًا. تنكر حكومة بالاو وجود تأثير لعلم اليابان على علمها الوطني، بالرغم من أن اليابان كانت تحتل بالاو منذ عام 1914 حتى عام 1944. علم بالاو ذو خلفية زرقاء ويتوسطه قرص أصفر.

## اقرأ أيضا
- نشيد اليابان الوطني
- شعار اليابان الإمبراطوري